# Parc Ecològic Cascades de Rio Bonito
El Parc Ecològic Cascades de Rio Bonito, oficialment denominat Parc Municipal Forestal Abraham Kasinski, és una propietat particular oberta al públic que es troba al municipi de Lavras, a l'estat de Minas Gerais, a Brasil. Creat el 14 de juliol del 1976 per la Llei Municipal núm. 1042, engloba una àrea de 235 ha amb romanents del bosc atlàntic de la serra de Bocaina.
La propietat, mantinguda per la Fundació Abraham Kasinski, constitueix l'àrea verda més gran del municipi de Lavras, amb diversitat d'espècies i vegetació primitiva de gran importància per a investigadors i especialistes de totes les àrees.(2)
El parc presenta diversos atributs naturals: relleu, fauna, flora i una àrea natural preservada amb cascades. (2)

## Galeria

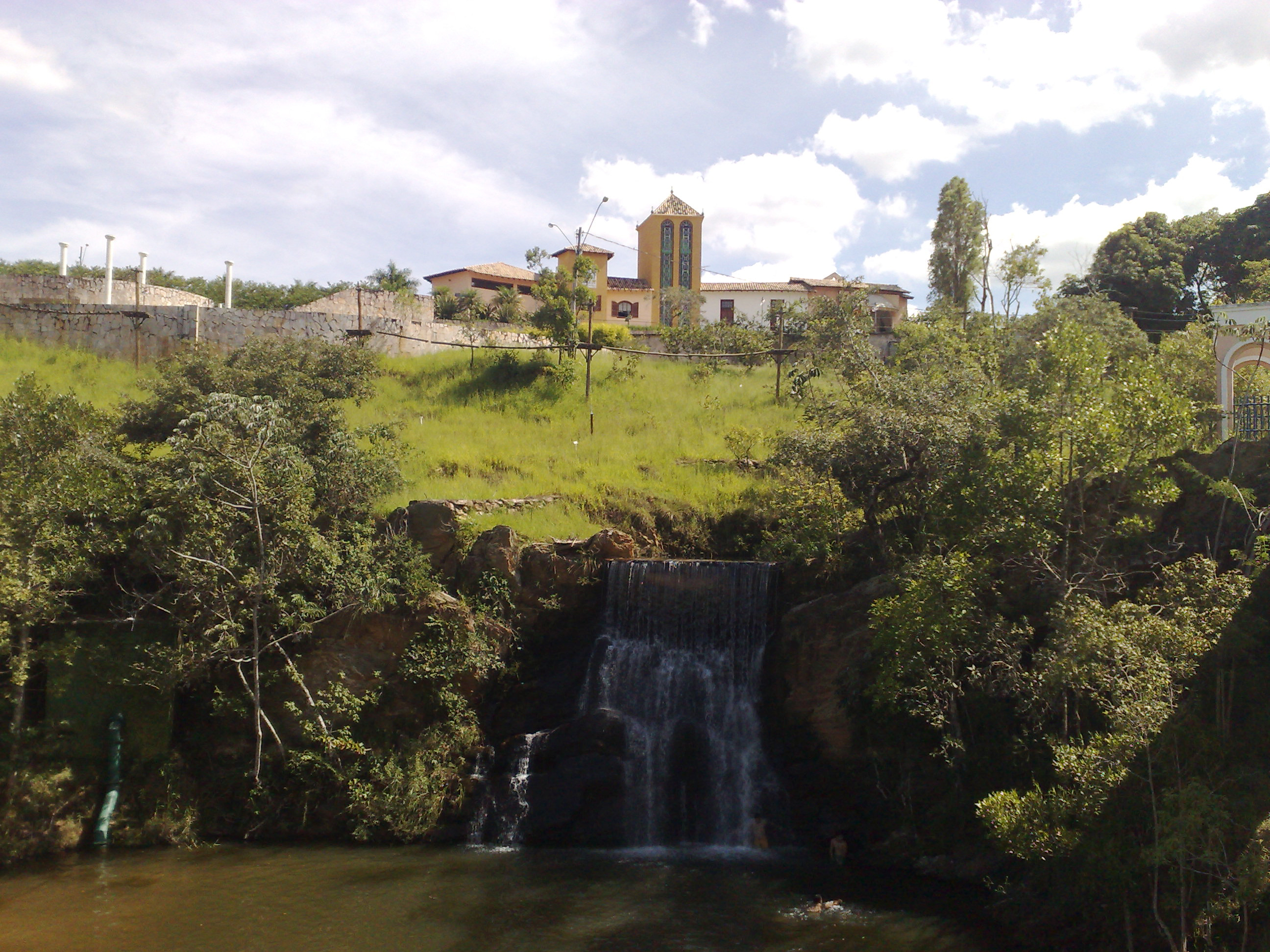
Cascada
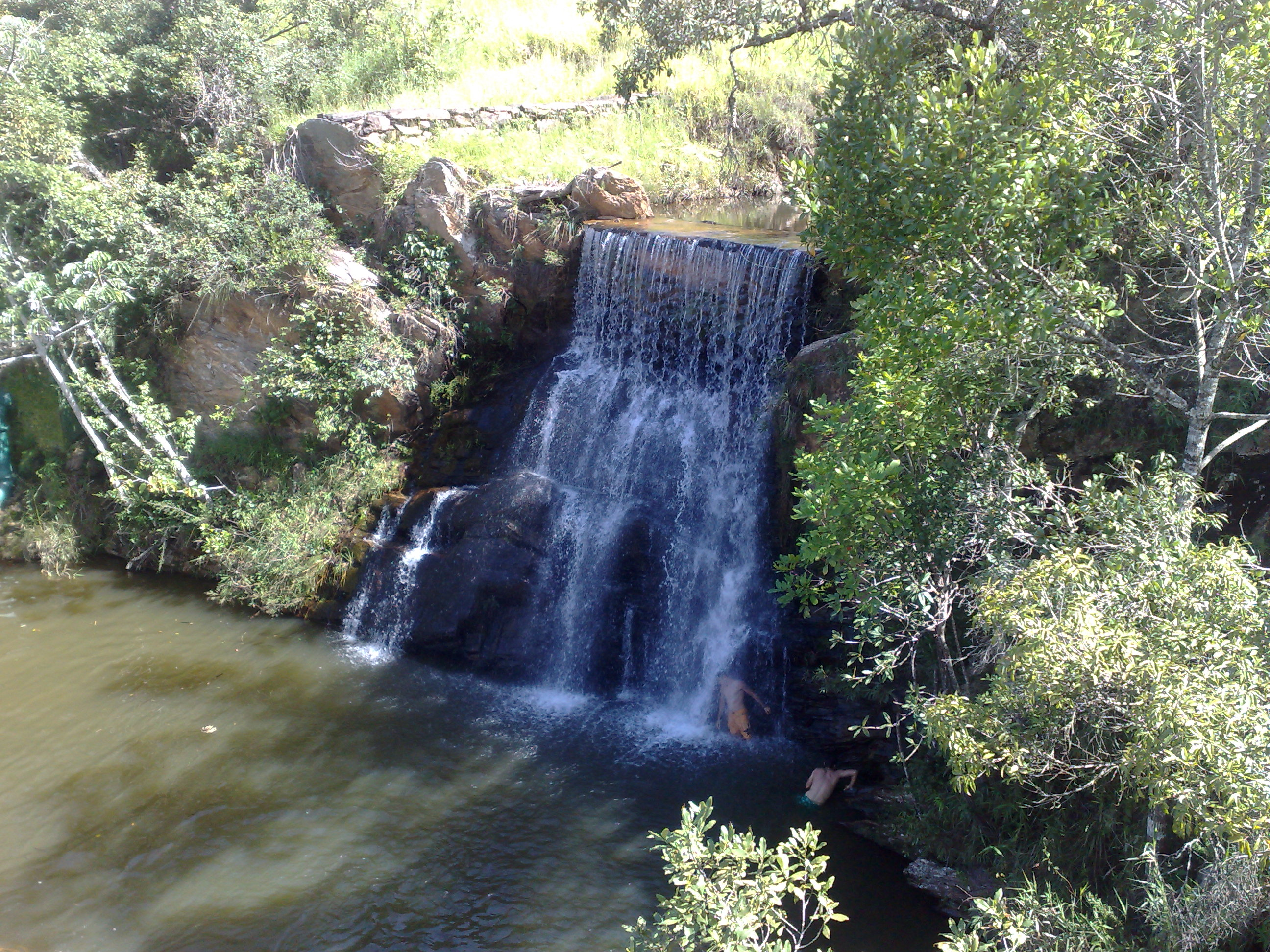
Cascada
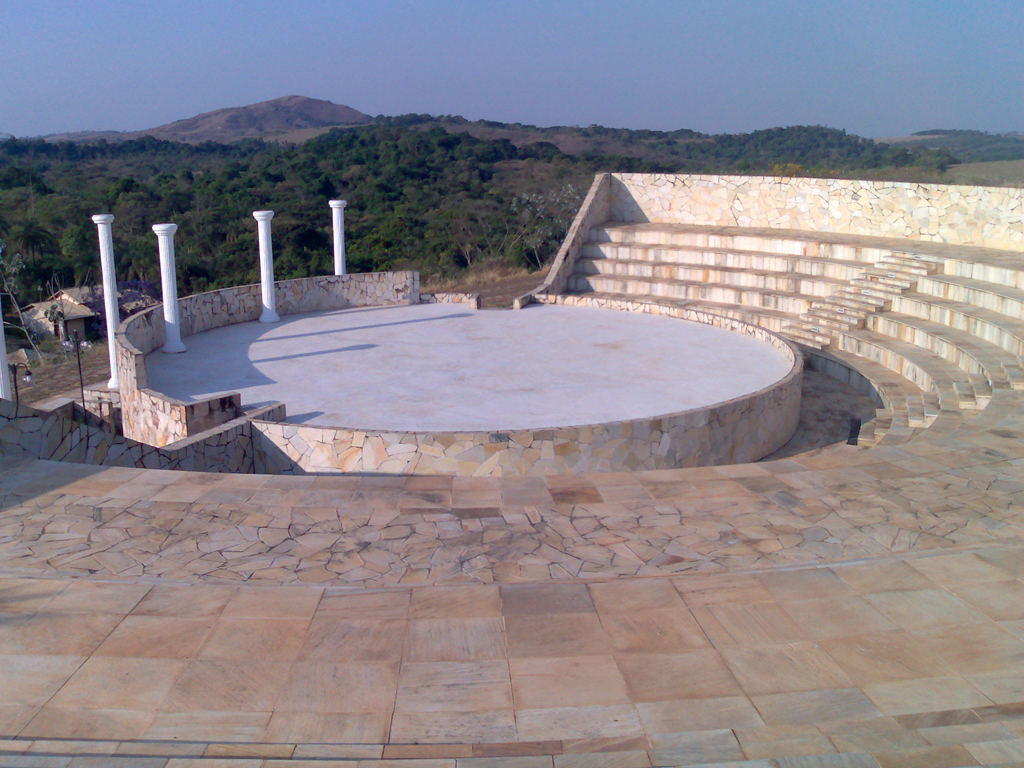
Teatre
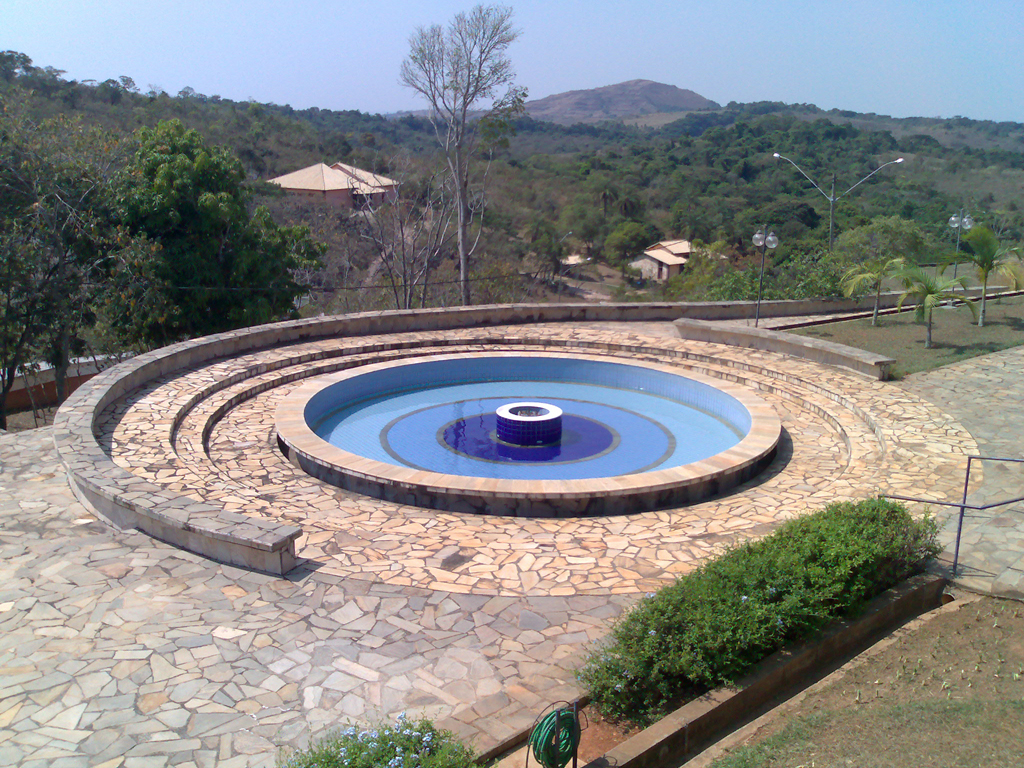
Font
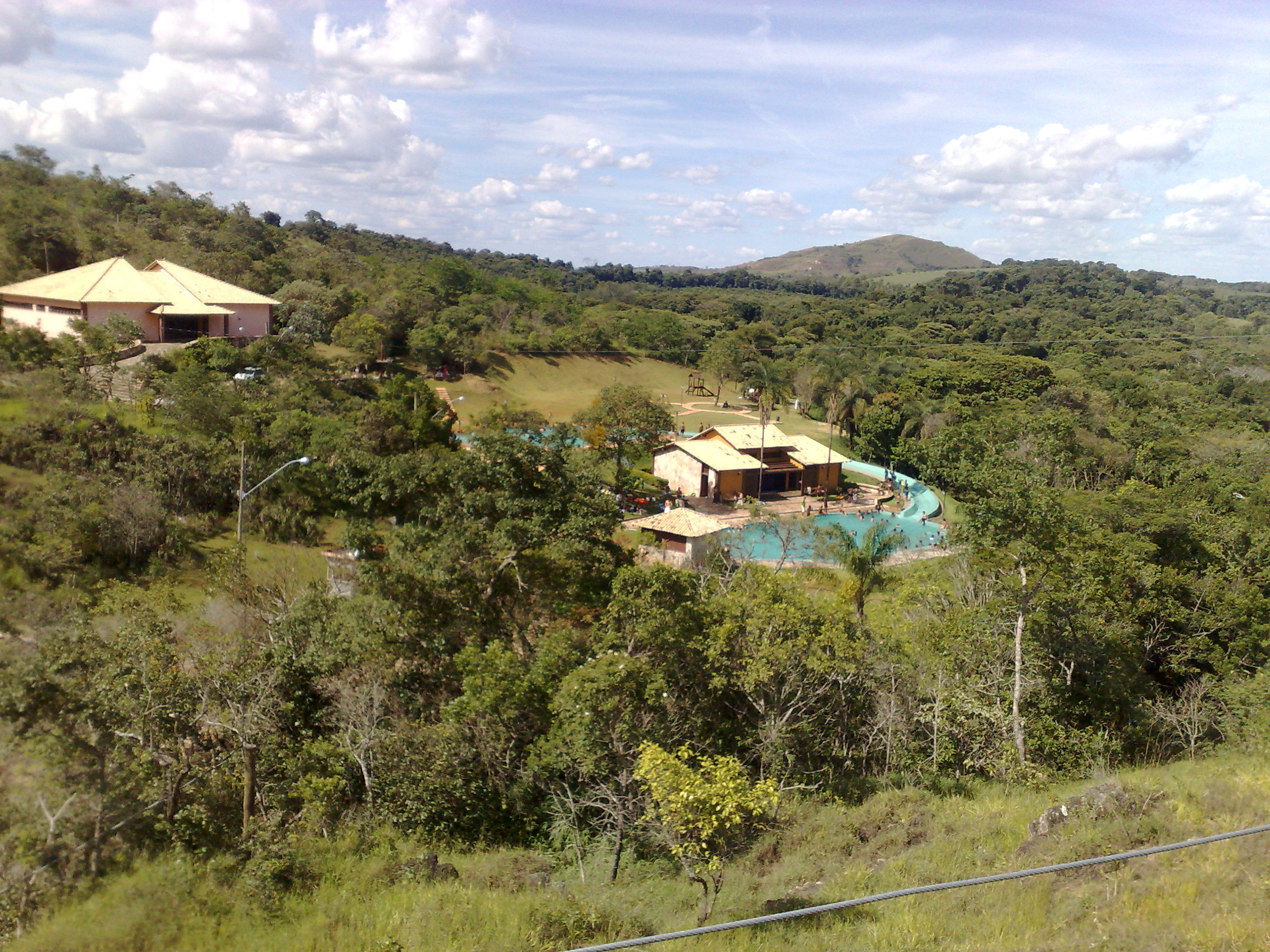
Piscina
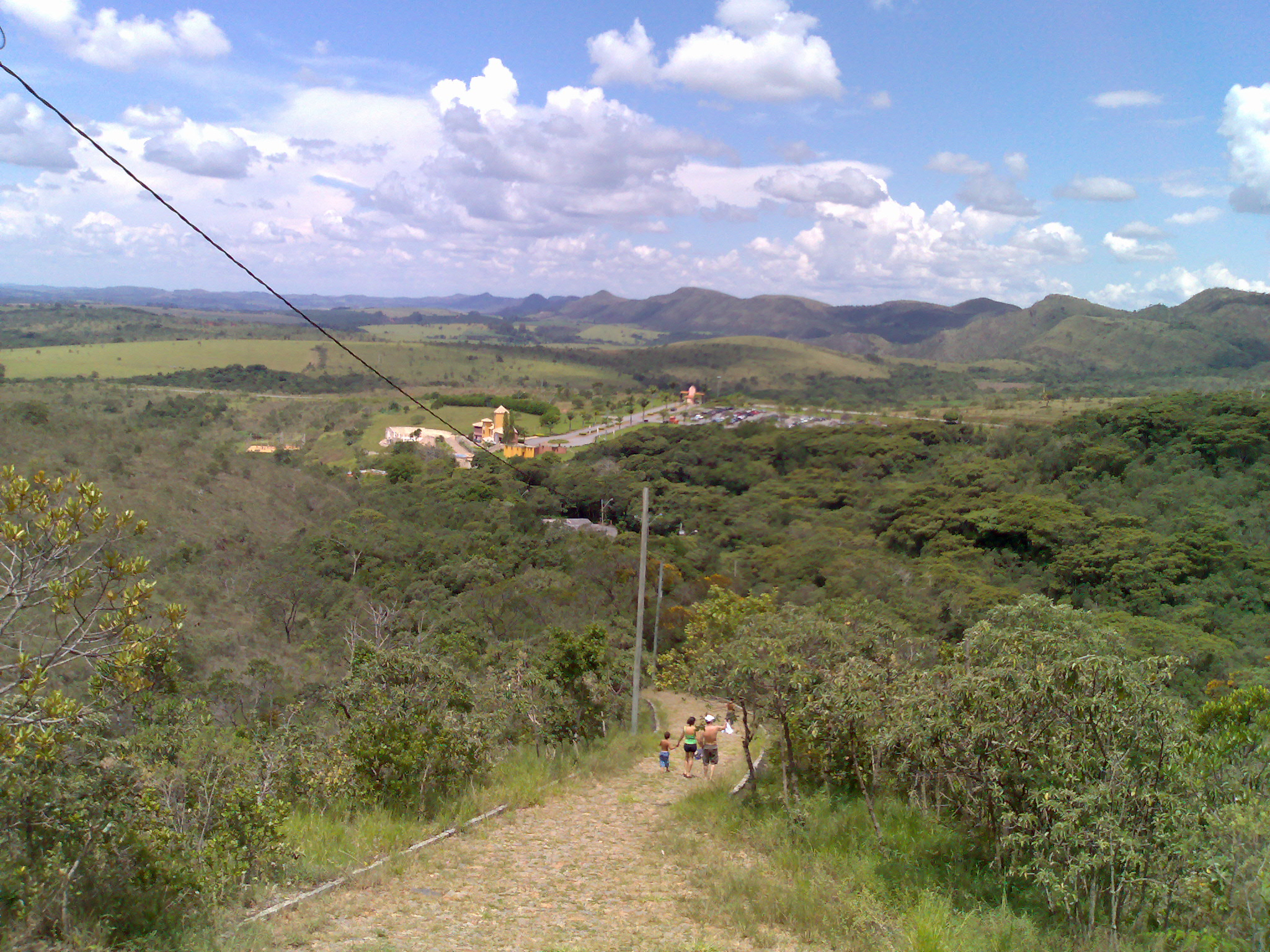
Alto do Mirante
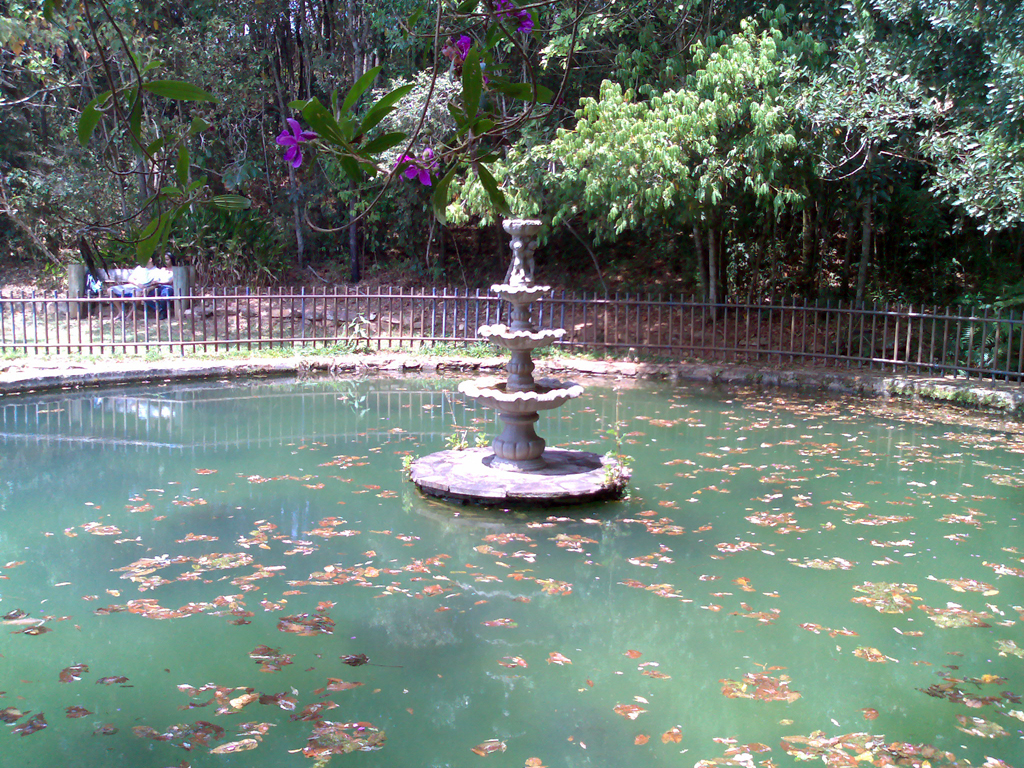
Font